# Trasa pociągu
Trasa pociągu – określenie, w rozkładzie jazdy, położenia pociągu w funkcji czasu jazdy, służące do oceny wykorzystania zdolności przepustowej linii kolejowej.
Oznacza zdolność przepustową infrastruktury potrzebną do prowadzenia pociągu między dwoma punktami w określonym przedziale czasowym.
Każdy przewoźnik kolejowy otrzymuje od zarządcy infrastruktury przydział konkretnych przepustowości na sieci wymaganych do wykonania usługi przewozowej.
Wszystkie wyznaczone trasy pociągów umieszczone są w rozkładzie jazdy.
Trasa pociągu określana jest niekiedy slotem, terminem pochodzącym z lotnictwa.